# Laurie D’Arcy
Laurie D’Arcy (eigentlich Lawrence Leys D’Arcy; * 3. Mai 1947 in Timaru) ist ein ehemaliger australischer Sprinter neuseeländischer Herkunft.
Bei den Olympischen Spielen 1972 in München schied er für Neuseeland startend über 100 m im Vorlauf aus.
1974 erreichte er bei den British Commonwealth Games in Christchurch über 100 m das Halbfinale und siegte mit der australischen Mannschaft in der 4-mal-100-Meter-Staffel.
Dreimal wurde er Neuseeländischer Meister über 100 Yards bzw. 100 m (1969, 1970, 1972) und zweimal über 220 Yards bzw. 200 m (1969, 1970). 1972 holte er den Australischen Titel über 100 m.

## Bestzeiten
- 100 m: 10,2 s, 11. November 1972, Melbourne
- 200 m: 20,9 s, 28. Oktober 1973, Sydney